# جورج بي تايلور
جورج بي تايلور (بالإنجليزية: George P. Taylor)‏ هو ضابط أمريكي، ولد في 1953 في برمنغهام في الولايات المتحدة.